# (11896) Camelbeeck
(11896) Camelbeeck (1991 GP6) – planetoida z grupy pasa głównego asteroid okrążająca Słońce w ciągu 3,74 lat w średniej odległości 2,41 j.a. Odkryta 8 kwietnia 1991 roku.